# Двигун Революції (станція метро)
56°16′33″ пн. ш. 43°55′14″ сх. д. / 56.27583° пн. ш. 43.92056° сх. д.
Двигу́н Револю́ції (рос. Дви́гатель Револю́ции) — станція Автозаводської лінії Нижньогородського метро, розташована між станціями «Зарічна» та «Пролетарська». Відкрита 20 листопада 1985 року в складі першої черги Автозаводської лінії.

## Назва
Станція отримала назву за машинобудівним підприємством «Двигун Революції» (в теперішній час ВАТ «РУМО».

## Технічна характеристика
Конструкція станції — колонна мілкого закладення.

## Вестибюлі і пересадки
Має два підземних вестибюля для входу та виходу пасажирів на розі пр. Леніна та вул. Норільської.
Станція розташована в житловому районі «Іподромний».

## Оздоблення
Станція вирішена в стійко-балковій конструктивній системі. Потужні прямокутні, що розширюються догори колони білого кольору надають перонному залу підкреслену монументальність. Приглушені жовто-сірі кольори (мармур Кібіткордонського родовища) об'єднують все приміщення в єдиний ансамбль. Для створення загальної колірної єдності використані також сірі кольори гранітної підлоги і мармуру «уфалей», який введено в вертикальні поглиблення восьмигранних колон розподільних і касових вестибюлів .
Виробничо-революційна тематика назви станції відображена включенням металевих деталей в оздоблення станційного залу: профільованих обрамлень внутрішніх поверхонь колон і прогонів між ними, накладних настінних букв назви станції і карбування на дверях електротехнічних шаф.
Над сходами, що ведуть на платформу , розташовані два кольорових панно, виконаних у техніці римської мозаїки. Передаючи в алегоричній формі пафос революційного руху нижньогородського пролетаріату, вони є й головними колірними акцентами всієї станції.